# Noureddine Hfaiedh
Noureddine Hfaiedh, né le 27 août 1973 à Jendouba, est un joueur tunisien de volley-ball. Il mesure 2,00 m et joue au poste de réceptionneur-attaquant.
Il totalise plus de 250 sélections en équipe de Tunisie.

## Clubs
| Club                        | Pays    | De   | À    |
| --------------------------- | ------- | ---- | ---- |
| Aigle sportif d'El Haouaria | Tunisie | 1985 | 1993 |
| Club sportif sfaxien        | Tunisie | 1993 | 1994 |
| Étoile sportive du Sahel    | Tunisie | 1994 | 2002 |
| PAOK Salonique              | Grèce   | 2002 | 2004 |
| Paris Volley                | France  | 2004 | 2005 |
| Tours Volley-Ball           | France  | 2005 | 2006 |
| NEC Blue Rockets            | Japon   | 2006 | 2007 |
| Qadsia Sporting Club        | Koweït  | 2007 | 2010 |
| Étoile sportive du Sahel    | Tunisie | 2010 | 2012 |
| Club sportif sfaxien        | Tunisie | 2012 | 2014 |

## Entraîneur
| Club                     | Pays    | De   | À        | Qualité    |
| ------------------------ | ------- | ---- | -------- | ---------- |
| Étoile sportive du Sahel | Tunisie | 2015 | ?        | Assistant  |
| Équipe de Tunisie        | Tunisie | 2015 | 2016     | Assistant  |
| Étoile sportive du Sahel | Tunisie | 2018 | en cours | Entraîneur |
| Équipe de Tunisie        | Tunisie | 2018 | en cours | Assistant  |

## Palmarès

### Équipe nationale

#### Jeux olympiques
- 11e aux Jeux olympiques de 1996 à Atlanta ( États-Unis)
- 11e aux Jeux olympiques de 2004 à Athènes ( Grèce)
- 11e aux Jeux olympiques de 2012 à Londres ( Royaume-Uni)

#### Championnat du monde
- 19e en 2002 ( Argentine)
- 15e (deuxième tour) en 2006 ( Japon)

#### Coupe du monde
- 12e en 1995 ( Japon)
- 12e en 1999 ( Japon)
- 11e en 2003 ( Japon)
- 12e en 2007 ( Japon)

#### Championnat d'Afrique
- Médaille d'argent au championnat d'Afrique 1993 ( Algérie)
- Médaille d'or au championnat d'Afrique 1995 ( Tunisie)
- Médaille d'or au championnat d'Afrique 1997 ( Nigeria)
- Médaille d'or au championnat d'Afrique 1999 ( Égypte)
- Médaille d'or au championnat d'Afrique 2003 ( Égypte)
- Médaille d'argent au championnat d'Afrique 2005 ( Égypte)
- Médaille d'argent au championnat d'Afrique 2007 ( Afrique du Sud)
- Médaille de bronze au championnat d'Afrique 2011 ( Maroc)
- Médaille d'argent au championnat d'Afrique 2013 ( Tunisie)

#### Championnat arabe
- Vainqueur en 1996 et 2002

#### Jeux panarabes
- Médaille d'or aux Jeux panarabes de 1999 à Amman ( Jordanie)

#### Championnat d'Afrique des moins de 21 ans
- Vainqueur en 1992

#### Autres
- Médaillé d'argent aux Jeux méditerranéens de 2001 ( Tunisie)
- 5e au championnat du monde junior 1993 ( Argentine)

### Clubs
- Championnat du monde des clubs
  - 5e en 2013 ( Brésil)
- Coupe d'Afrique des clubs champions (3)
  -  Vainqueur en 2001, 2002 et 2013
  -  Finaliste en 1995, 1996 et 2012
- Coupe d'Afrique des clubs vainqueurs de coupe (1)
  -  Vainqueur en 2001
- Coupe arabe des clubs champions (2)
  -  Vainqueur en 1995 et 2013
- Championnat de France
  -  Finaliste en 2006
- Coupe de France (1)
  -  Vainqueur en 2006
- Tournoi de Kurowashiki (1)
  -  Vainqueur en 2007
- Championnat de Tunisie (7)
  -  Vainqueur en 1995, 2000, 2001, 2002, 2011, 2012 et 2013
- Coupe de Tunisie (4)
  -  Vainqueur en 1995, 1998, 2001 et 2013

### Entraîneur
- Coupe de Tunisie (2)
  -  Vainqueur en 2015, 2016

## Récompenses et distinctions
- Meilleur joueur du championnat d'Afrique de volley-ball 2003[1]
- Meilleur marqueur du championnat d'Afrique de volley-ball 2003
- Élu dans le six majeur du tournoi de Kurowashiki 2007[3]
- Meilleur attaquant de la coupe arabe des clubs champions 2013[4]
- Meilleur joueur du championnat d'Afrique des clubs champions 2013[5]
- Meilleur réceptionneur du championnat d'Afrique de volley-ball 2013